# Martin Chevalier
Martin Chevalier (Brno, 4 agosto 2000) è un pallavolista ceco, schiacciatore del Verona.

## Carriera

### Club
Viene ingaggiato nella stagione 2019-20 dal Brno, nella Extraliga ceca; milita nella stessa categoria anche dalla stagione 2021-22 quando passa all'Odolena Voda, a cui resta legato per tre annate.
Per il campionato 2024-25 si trasferisce in Italia per vestire la maglia del Verona, in Superlega.

### Nazionale
Nel 2018 è convocato nella nazionale ceca under 18, mentre nel 2019 è in quella under 19, con cui partecipa al campionato mondiale.